# Richard Mascarañas
Richard Eustaquio Mascarañas Granada (* 14. September 1979 in Tacuarembó) ist ein uruguayischer Radrennfahrer.

## Radsport-Laufbahn
Seit 2003 ist Richard Mascarañas als Radsportler in der Elite-Kategorie aktiv. Seitdem bestreitet er hauptsächlich Radrennen in Südamerika. Sein erster Erfolg war 2003 ein Etappensieg den Rutas de América. Im Jahr darauf war er auf zwei Etappen der Vuelta Ciclista del Uruguay erfolgreich. 2007 entschied er wieder jeweils ein Teilstück bei den Rutas de America und bei der Vuelta del Uruguay zu seinen Gunsten und wurde bei beiden Rennen Dritter der Gesamtwertung. 2008 und 2010 erneut gewann er die Vuelta del Uruguay. 2008 wurde er Panamerikameister im Straßenrennen.
2015 gewann Mascarañas die Vuelta de Salta. 2017 wurde er nationaler Straßenmeister und 2019 Vize-Meister.

## Auszeichnungen
Im Rahmen der Ehrungen der besten uruguayischen Sportler des Zeitraums 2009–2010 (Deportista del Año) wurde Mascarañas am 28. März 2011 seitens des Comité Olímpico Uruguayo im Teatro Solís als bester Radsportler der Jahre 2009 und 2010 ausgezeichnet.

## Erfolge
2003
- eine Etappe Rutas de América

2004
- eine Etappe Vuelta Ciclista del Uruguay

2006
- eine Etappe Vuelta Ciclista del Uruguay

2007
- eine Etappe Rutas de América
- eine Etappe Vuelta Ciclista del Uruguay

2008
- Panamerikameister – Straßenrennen
- Gesamtwertung und eine Etappe Vuelta Ciclista del Uruguay

2009
- eine Etappe Rutas de América
- eine Etappe Vuelta Ciclista del Uruguay

2010
- eine Etappe Rutas de América
- Gesamtwertung und zwei Etappen Vuelta Ciclista del Uruguay

2016
- eine Etappe und Mannschaftszeitfahren Vuelta Ciclista del Uruguay
- eine Etappe Volta Ciclística Internacional do Rio Grande do Sul

2017
- Uruguayischer Meister – Straßenrennen
- eine Etappe Rutas de América